# St. Johannes (Oberfinningen)

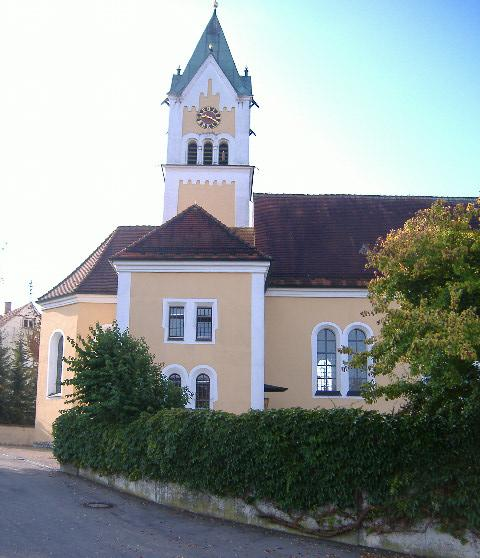
Kirche St. Johannes in Oberfinningen

Die katholische Pfarrkirche St. Johannes Baptist in Oberfinningen, einem Ortsteil der bayerischen Gemeinde Finningen im Landkreis Dillingen an der Donau, ist ein Bau aus dem 19. Jahrhundert. Die Kirche an der Johannesstraße 24 ist ein geschütztes Baudenkmal.

## Geschichte und Architektur
Die Johannes dem Täufer geweihte Kirche wurde von 1861 bis 1863 errichtet. Der einschiffige Bau mit Flachdecke und eingezogenem, dreiseitig geschlossenem Chor ist im neuromanischen Stil gebaut. An der Südseite befindet sich der quadratische Turm mit Lisenengliederung, Rundbogenfriesen und einem Spitzhelm über Giebeln. In den Jahren 1999/2000 wurde eine Innen- und Außenrestaurierung durchgeführt.

## Ausstattung
Die neuromanische Ausstattung der Erbauungszeit ist noch vorhanden. Die Fresken im Chor aus dem Jahr 1861 stammen von Johann Thurner aus Lauingen. Die Figuren des heiligen Ulrich und der heiligen Afra sind schwäbische Arbeiten, die um 1500 datiert werden.